# Petchia ceylanica
Petchia ceylanica är en oleanderväxtart som beskrevs av Livera. Petchia ceylanica ingår i släktet Petchia och familjen oleanderväxter. Inga underarter finns listade i Catalogue of Life.